# 마누엘 바데네스
마누엘 바데네스 칼두치(스페인어: Manuel Badenes Calduch; 1928년 11월 30일, 발렌시아 주 카스테욘 ~ 2007년 11월 26일, 발렌시아 주 카스테욘)는 스페인의 전 축구 선수로, 현역 시절 바르셀로나와 발렌시아에서 공격수로 활약했다.

## 경력
바데네스는 카스테욘에서 프로 신고식을 치렀다. 그는 카스테욘에서의 첫 시즌에 10경기 4골을 기록하였고, 이후 바르셀로나로 이적했다. 그는 바르셀로나 소속으로 2년을 보내며 라 리가를 2번 우승하고 발렌시아로 둥지를 옮겼다. 그는 발렌시아 소속으로 97경기에서 90골을 기록했으며, 바야돌리드에서 현역 생활을 이어나간 그는 1958년에 라 리가 득점왕으로서 트로페오 피치치의 주인이 되었다.

## 경력 통계
| 구단    | 구단          | 구단    | 리그 | 리그 |
| 시즌    | 구단명        | 리그명  | 출장 | 골   |
| 스페인  | 스페인        | 스페인  | 리그 | 리그 |
| ------- | ------------- | ------- | ---- | ---- |
| 1946–47 | 카스테욘      | 라 리가 | 11   | 4    |
| 합계    | 합계          | 합계    | 11   | 4    |
| 1947–48 | 바르셀로나    | 라 리가 | 13   | 6    |
| 1948–49 | 바르셀로나    | 라 리가 | 1    | 0    |
| 합계    | 합계          | 합계    | 14   | 6    |
| 1950–51 | 발렌시아      | 라 리가 | 21   | 20   |
| 1951–52 | 발렌시아      | 라 리가 | 24   | 18   |
| 1952–53 | 발렌시아      | 라 리가 | 19   | 16   |
| 1953–54 | 발렌시아      | 라 리가 | 6    | 4    |
| 1954–55 | 발렌시아      | 라 리가 | 16   | 22   |
| 1955–56 | 발렌시아      | 라 리가 | 11   | 10   |
| 합계    | 합계          | 합계    | 97   | 90   |
| 1956–57 | 바야돌리드    | 라 리가 | 30   | 16   |
| 1957–58 | 바야돌리드    | 라 리가 | 29   | 19   |
| 합계    | 합계          | 합계    | 59   | 35   |
| 1958–59 | 스포르팅 히혼 | 라 리가 | 21   | 4    |
| 합계    | 합계          | 합계    | 21   | 4    |
| 합계    | 스페인        | 스페인  | 202  | 139  |

## 수상
- 라 리가: 1947-48, 1948-49
- 코파 라티나: 1949
- 코파 에바 두아르테: 1948

발렌시아
- 코파 델 헤네랄리시모: 1954

개인
- 트로페오 피치치: 1957-58